# The Rainy Season
| Recensione              | Giudizio |
| ----------------------- | -------- |
| AllMusic                | [ 1 ]    |
| Dizionario del Pop-Rock | [ 2 ]    |

The Rainy Season è il secondo album discografico del cantautore statunitense Marc Cohn, pubblicato dalla casa discografica Atlantic Records nel giugno del 1993.
L'album raggiunse il sessantatreesimo posto nella classifica USA di Billboard 200.

## Tracce
Testi e musiche di Marc Cohn, eccetto dove indicato.
1. Walk Through the World – 4:55 (Marc Cohn (testo e musica), John Leventhal (musica))
2. Rest for the Weary – 5:06
3. The Rainy Season – 4:44
4. Mama's in the Moon – 2:16
5. Don't Talk to Her at Night – 3:02
6. Paper Walls – 4:24
7. From the Station – 3:06
8. Medicine Man – 4:28
9. Baby King – 3:09
10. She's Becoming Gold – 5:29
11. The Things We've Handed Down – 4:41

## Musicisti
Walk Through the World
- Marc Cohn - voce, pianoforte
- John Leventhal - chitarre
- Benmont Tench - organo Hammond
- Rick Depofi - sassofono tenore, arrangiamento strumenti a fiato
- Aaron Heick - sassofono tenore
- Jack Bashkow - sassofono baritono
- Larry Farrell - trombone
- James Hutch Hutchinson - basso
- Jim Keltner - batteria
- Catherine Russell - accompagnamento vocale - coro

Rest for the Weary
- Marc Cohn - voce, chitarra acustica
- John Leventhal - bouzouki, chitarre elettriche, mandolino
- Benmont Tench - pianoforte, organo hammond
- Rick Depofi - sassofono tenore
- Adam Kolker - sassofono baritono
- James Hutch Hutchinson - basso
- Jim Keltner - batteria

The Rainy Season
- Marc Cohn - voce, pianoforte
- John Leventhal - chitarre elettriche, organo hammond
- Bonnie Raitt - chitarra slide, voce
- Rick Depofi - sassofono tenore
- Bob Malach - sassofono tenore
- Jack Bashkow - sassofono baritono
- Chris Botti - tromba
- Larry Farrell - trombone
- James Hutch Hutchinson - basso
- Jim Keltner - batteria
- Diva Grey - accompagnamento vocale, coro
- Ada Dyer - accompagnamento vocale, coro
- Catherine Russell - accompagnamento vocale, coro
- Wardel Quezergue - arrangiamento strumenti a fiato

Mama's in the Moon
- Marc Cohn - voce, chitarra acustica
- John Leventhal - mandolino, chitarra slide, tastiere
- Mike Mainieri - basso marimba, concert marimba, vibrafono
- Mino Cinelu - udu

Don't Talk to Her at Night
- Marc Cohn - voce, chitarra acustica
- John Leventhal - bouzouki, basso, tastiere, percussioni, chitarra
- Dennis McDermott - batteria

Paper Walls
- Marc Cohn - voce, chitarra acustica
- John Leventhal - chitarre elettriche, organo hammond, armonica
- Benmont Tench - pianoforte
- James Hutch Hutchinson - basso
- Jim Keltner - batteria
- Terry Evans - accompagnamento vocale, coro
- Arnold McCuller - accompagnamento vocale, coro
- Sir Harry Bowens - accompagnamento vocale, coro
- Sweet Pea Atkinson - accompagnamento vocale, coro

From the Station
- Marc Cohn - voce, pianoforte, melodica
- John Leventhal - chitarre acustiche, basso, percussioni, organo hammond
- Larry Campbell - chitarra pedal steel, violino
- Graham Nash - armonie vocali
- David Crosby - armonie vocali

Medicine Man
- Marc Cohn - voce, chitarra acustica
- John Leventhal - chitarre elettriche, tastiere, percussioni
- Benmont Tench - pianoforte elettrico wurlitzer, organo hammond
- James Hutch Hutchinson - basso
- Jim Keltner - batteria
- David Hidalgo - armonie vocali

Baby King
- Marc Cohn - voce
- John Leventhal - pianoforte elettrico wurlitzer
- Jim Keltner - batteria
- Terry Evans - accompagnamento vocale, coro
- Arnold McCuller - accompagnamento vocale, coro
- Sir Harry Bowens - accompagnamento vocale, coro
- Sweet Pea Atkinson - accompagnamento vocale, coro
- Willie Greene, Jr. - accompagnamento vocale, coro

She's Becoming Gold
- Marc Cohn - voce, pianoforte
- John Leventhal - chitarre
- Rick Depofi - sassofono tenore
- Adam Kolker - sassofono baritono
- Zev Katz - contrabbasso
- Glen Velez - percussioni
- Arto Tuncboyaciyan - percussioni
- Graham Nash - armonie vocali
- David Crosby - armonie vocali

The Things We've Handed Down
- Marc Cohn - voce, pianoforte elettrico, tastiere
- John Leventhal - organo hammond, tastiere, chitarra (a corde di nylon)

Note aggiuntive
- Marc Cohn, John Leventhal e Ben Wisch - produttori
- Registrato (e mixato) al Quad Recording di New York City, New York
- Ben Wisch - ingegnere delle registrazioni e del missaggio
- Chris Theis e Matt Knobel - assistenti ingegnere delle registrazioni
- Registrazioni aggiunte effettuate al Record One di Los Angeles, California
- Dave Hecht e Steve Holroyd - assistenti alle registrazioni (Record One)
- Masterizzato da Ted Jensen al Sterling Sound di New York
- Jill Dell'Abate - project coordinator
- Ricahrd Bates - art director
- David Spagnolo - fotografia copertina
- Melodie McDaniels - fotografie aggiunte
- Questo disco è dedicato a Jennifer e Max[5]